# Franklin megye (Nebraska)
Franklin megye az Amerikai Egyesült Államokban, azon belül Nebraska államban található. Megyeszékhelye Franklin. Lakosainak száma 2889 fő (2020. április 1.). Franklin megye Kearney, Smith, Phelps, Harlan, Webster és Phillips megyékkel határos.

## Népesség
A megye népességének változása:
| Lakosok száma | 3231 | 3211 | 3192 | 3085 | 2985 | 2889 |
|               | 2010 | 2011 | 2012 | 2013 | 2015 | 2020 |